# Jacareacanga (ort)
Jacareacanga är en ort i Brasilien.   Den ligger i kommunen Jacareacanga och delstaten Pará, i den centrala delen av landet, 1 500 km nordväst om huvudstaden Brasília. Jacareacanga ligger 72 meter över havet och antalet invånare är 1 402.
Terrängen runt Jacareacanga är huvudsakligen platt. Jacareacanga ligger nere i en dal. Trakten runt Jacareacanga är nära nog obefolkad, med mindre än två invånare per kvadratkilometer.. Det finns inga andra samhällen i närheten.
Omgivningarna runt Jacareacanga är en mosaik av jordbruksmark och naturlig växtlighet.